# Barbeya oleoides
Barbeya oleoides Schweinf. è l'unica specie della famiglia Barbeyaceae Rendle, appartenente all'ordine Rosales. Si tratta di un piccolo albero che somiglia ad un ulivo, ed è originario del Corno d'Africa e della Penisola Arabica.